# Love, Luck and Gasoline (film 1914)
Love, Luck and Gasoline è un cortometraggio muto del 1914 diretto da Wilfrid North.

## Trama
Un padre cerca di impedire alla figlia di scapparsene via con un giovanotto che lui non approva.

## Produzione
Il film fu prodotto dalla Vitagraph Company of America.

## Distribuzione
Distribuito dalla General Film Company, il film - un cortometraggio in tre bobine - uscì nelle sale cinematografiche statunitensi il 1º maggio 1914 dopo essere stato presentato in prima a New York il 13 aprile 1914.
Non si conoscono copie ancora esistenti della pellicola che viene considerata presumibilmente perduta.